# جان كارلوس ماسيدو دا سيلفا
جان كارلوس ماسيدو دا سيلفا هو لاعب كرة قدم برازيلي في مركز الوسط، ولد في 9 أغسطس 1980 في كامبيناس في البرازيل. لعب مع نادي إنترناسيونال ونادي بونتي بريتا ونادي ساو باولو ونادي ساو كايتانو.

## وصلات خارجية
- جان كارلوس ماسيدو دا سيلفا على موقع قاعدة بيانات كرة القدم.إي يو (الإنجليزية)
- جان كارلوس ماسيدو دا سيلفا على موقع Soccerway.com (الإنجليزية)